# Circuit du parc de Monsanto
Pour les articles homonymes, voir Monsanto (homonymie).
Le Monsanto Park était un circuit automobile de 5,440 km établi dans la banlieue de Lisbonne, au Portugal, en 1954 et qui a accueilli en 1959 un des premiers Grand Prix automobile du Portugal.